# Међународни односи
Међународни односи су како академска тако и област јавног деловања, грана политичких наука која се бави спољном политиком државе унутар међународног система. Ово укључује и улоге међународних организација, невладиних организација (НВО), и мултинационалних корпорација. Пошто се међународни односи баве анализом и формулацијом спољне политике, ова област може бити позитивистичка или нормативна. Међународни односи повезују мноштво различитих области попут политичких наука, економије, филозофије, социологије, културолошких студија и других друштвених наука. Међународни односи баве се широким опсегом проблема и питањима, укључујући и еколошки покрет, нуклеарну опасност, национализам, међународну помоћ, економски развој и људска права.
Међународни односи су широко прихваћени као потдисциплина политичких наука. Међутим, међународни односи се знатно ослањају на међународну економију, међународно право, светску историју и културну антропологију. У САД-у су међународни односи често једно од потподручја на одсецима политичких наука, али га неке академске институције карактеришу као независне или мултидисциплинарне.
Док је међународна политика анализирана током већег дела историје, међународни односи се нису појавили као дискретно поље све до почетка 20. века, у почетку као екстензија политичких наука; први пут су истакнути као засебна дисциплина 1919. године, када су понуђене додипломске студије на Универзитету Абериствит у Уједињеном Краљевству. Током следеће деценије, сличне студије су основане на Универзитету у Оксфорду и Лондонској школи економије, што је довело до формирања независносног и проминентног научно поља.
Након Другог светског рата, међународни односи су попримили значај и научну пажњу - посебно у Сјеверној Америци и Западној Европи - делом као одговор на геостратешку забринутост због Хладног рата. Распад Совјетског Савеза и каснији пораст глобализације у касном 20. веку наговестили су нове теорије и оцене међународног поретка који се брзо мења. У 21. веку, како везе међу државама постају све сложеније и вишеструкије, међународни односи су укључени у друга поља, попут економије, права и историје, што доводи до конвергентног, интердисциплинарног поља.

## Терминологија
Међународни односи
Међународни односи или међународни послови зависе од академске институције, или су потдисциплина политичких наука, или шире мултидисциплинарно поље глобалне политике, права, економије и светске историје. Као потдисциплина политичких наука, фокус студија међународних односа лежи на политичким, дипломатским и безбедносним везама међу државама, као и у проучавању савремене политичке светске историје. Тако се у многим академским институцијама студије међународних односа налазе на одсеку за политику/друштвене науке. Ово је, на пример, случај у Скандинавији, где се међународни односи често једноставно називају међународна политика (ИП).
У институцијама у којима се међународни односи односе на шире мултидисциплинарно поље глобалне политике, права, економије и историје, предмет се може изучавати у више департмана или бити смештен у засебном департману, као што је то случај на пример на Лондонској школи економије.. Дипломске студије из мултидисциплинарних међународних односа могу довести до специјализованијих магистарских студија из области међународне политике, економије или међународног права.
Међународне студије
Међународне студије се у свим случајевима односе на шире мултидисциплинарно поље међународних односа, где такође глобална економија, право и светска историја чине централне компоненте изучавања. Употреба међународних студија уместо међународних односа користи се за разликовање мултидисциплинарног међународних односа од међународних односа као политолошке дисциплине. Употреба термина међународне студије постала је норма на многим универзитетима на којима се међународни односи традиционално изучавају као грана политичких наука, како би се означила њихова независност као академске области.
Глобалне студије
Иако се често поистовећују са проучавањем међународних односа, глобалне студије или глобални послови одликују се ширим аналитичким дометом где се израз глобални уместо међународни користи за означавање релативно мањиг фокуса на националну државу као темељну јединицу анализе. Глобалне студије се генерално фокусирају на питања глобалног опсега; посебно макропроцеси у екологији, антропологији, етнографији, комуникацијама, миграцијама и општим процесима културне и економске глобализације.

## Теорије
Постоји много идејних приступа теорији међународних односа, укључујући и конструктивизам, институционализам, марксизам, нео-грамшизам, и други. Ипак, најдоминантније су школе реализма и либерализма.

## Историја
Историја међународних односа може да се прати до Вестфалског мира из 1648. године којим су дати оквири савременог међудржавног уређења, какав познајемо данас. Вестфалски мир увео је нове тезе и појмове у међународне односе: рат више није посматран као борба различитих вероисповести за истину, већ као спор два световна, секуларна суверена. Коначно решење оружаних сукоба, након Вестфалије, није више био договор теолога и војних најамника. Уместо тога, ови уговори дошли су у надлештво нове категорије чиновника: професионалних дипломата и ратника, заклетих на верност служењу држави.
Пре Вестфалског споразума не може се јасно препознати професија дипломате. Шпијуни, изасланици, гласноговорници који су преносили прогласе и декламације били су уобичајени начини којима су владари обавештавали и упозоравали један другог о својим намерама. Након Вестфалије, дипломатски занат обављали су представници вишег сталежа, обучени и опуномоћени да износе чињенице, одређују приоритете, потпуно свесни последица ратних разарања.
Такође, војска је углавном била вођена од стране предузимача, који су примали плату најчешће од пљачке побеђених територија. Након Вестфалије, војском је почела да управља војна бирократија која је почела да регрутује војску и да плаћа њихово издржавање углавном кроз порезе. Ту су се створили оквири узајамног дејства војске и дипломатије, која је од тада све мање тежила „победи“ а све више „постизању повољног мира“.
Рат је, након Вестфалије, како је то приметио Карл фон Клаузевиц (Karl von Clausewitz), постао „јачи облик дипломатије“, а бојно поље проширење преговарачке сале.
Тек 1919. године отворено је прво универзитетско одељење посвећено међународним односима, на универзитету Aberystwyth* у Велсу. Исте године, Georgetown University's Walsh School of Foreign Service основала је образовни смер „међународни односи“.